# 西武ホワイトベアーズ
西武ホワイトベアーズ（せいぶホワイトベアーズ）は、東京都西東京市に本拠地を持ち、東京都アイスホッケーリーグに加盟するジュニアアイスホッケーチームである。

## 歴史
1984年、本拠地である、東伏見アイスアリーナ（現命名権名称ダイドードリンコアイスアリーナ）が竣工、営業を開始。
同年、川辺支配人指導の下、監督を任された垣原功によりチーム作りに着手。その後、数回の説明会を経て総勢9名の部員で創部となる。
1984年12月28日、第8回東京都チビッコ・アイスホッケー競技大会・小学生の部にデビュー戦を飾る。対するは強豪品川ジュニア・アイスホッケークラブで、結果は14-2の敗戦。
翌12月29日対青梅ジュニア戦にて、2-1にて小学生チーム初勝利をおさめる。
1986年第10回東京都大会・小学生の部（冬大会）にて、初優勝を飾る。
翌1987年には中学生も初優勝をおさめる。

## 卒業生
- 元日本リーグ　坪子誠（元日本製紙クレインズ所属）
- アジアリーグ　井上光明（High1アイスホッケーチーム所属）
- アジアリーグ　菊池秀治（東北フリーブレイズ所属）

## 関連書籍
- 西武ホワイトベアーズ15周年記念誌
- 西武ホワイトベアーズ25周年記念誌